# 竹峰站
竹峰站位于安徽省宁国市竹峰街道竹峰铺、为皖赣铁路的一个车站，于1982年10月1日建成启用。2024年8月28日，皖赣铁路宁国城区改线工程开通，位于旧线上的竹峰站关闭。
该站关闭前由上海铁路局芜湖车务段管辖，为五等站，办理列车通过、会让业务；客运办理职工通勤业务。不办理货运营业。车站设有2条股道，车站站场以及上下行均未实现电气化。